# Johann Friedrich von Türckheim

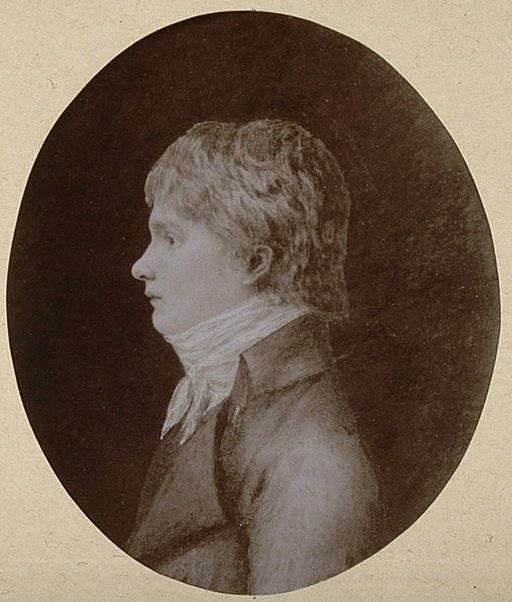
Johann Friedrich von Türckheim

Johann Friedrich Freiherr von Türckheim (französisch Jean-Frédéric de Turckheim; * 10. Dezember 1780 in Straßburg; † 10. Dezember 1850 ebenda) war ein elsässisch-französischer Bankier, Politiker und evangelischer Kirchenfunktionär. Er war von 1824 bis 1831 und erneut von 1836 bis 1837 Mitglied der französischen Abgeordnetenkammer, von 1830 bis 1835 Bürgermeister von Straßburg sowie von 1831 bis 1850 Präsident des Direktoriums der Protestantischen Kirche Augsburgischen Bekenntnisses von Elsass und Lothringen.

## Leben
Johann Friedrich von Türckheim entstammte dem elsässischen Patriziergeschlecht Türckheim, sein Großvater Johann von Türckheim war 1782 zum Reichsfreiherren erhoben worden.
Johann Friedrich war der Sohn von Bernhard Friedrich von Türckheim, Bankier und Finanzminister des Großherzogtums Baden und dessen Ehefrau Lili Schönemann, der ehemaligen Verlobten von Johann Wolfgang von Goethe. Sein Vater begründete gemeinsam mit dessen Bruder Johann von Türckheim die zwei Linien der älteren badischen und der jüngeren Straßburger Linie dieses Geschlechtes.

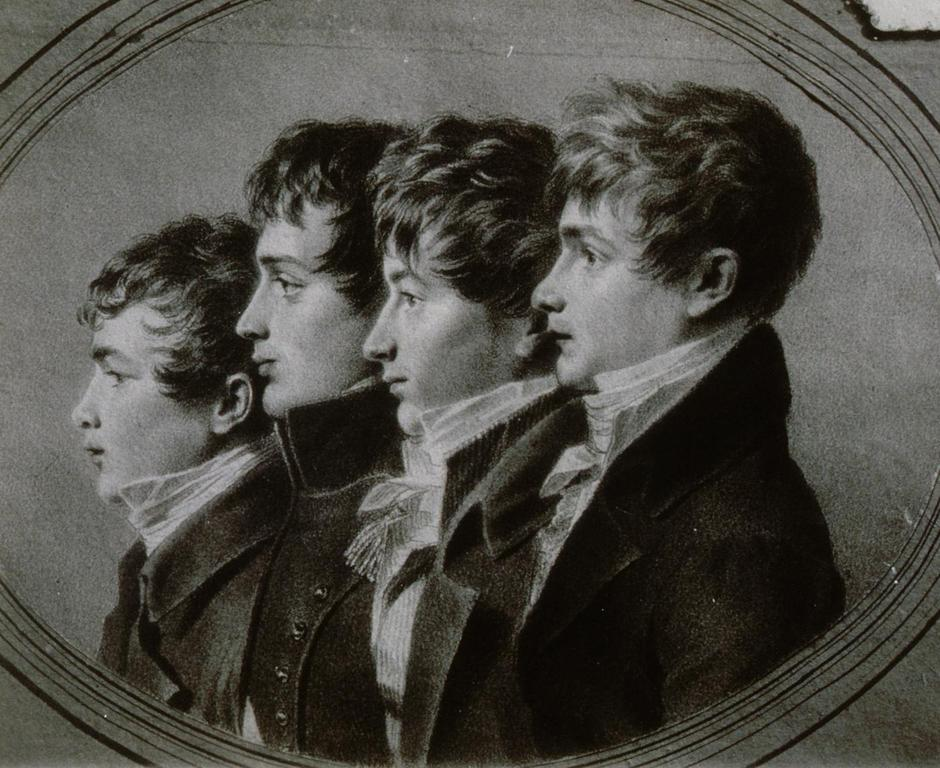
Die vier Gebrüder Türckheim: Jean-Frédéric, Jean-Charles, Frédéric-Guillaume und Henri

Er hatte noch vier weitere Geschwister:
- Elise Lili von Türckheim (* 9. August 1779 in Straßburg; † 13. Juli 1865 in Dachstein) ⚭ Adrien Brunck von Freundeck (* 27. Februar 1773 in Straßburg; † 29. November 1806), Sohn von Richard François Philippe Brunck;
- Charles von Türckheim (* 1783; † 1862) ⚭ 1807 Cécile Waldner von Freundstein (* 1791; † 1839): sie hatten mindestens ein Kind, Ferdinand von Türckheim (* 31. März 1811), der das einhundertste Lebensjahr erreichte und 1843 Eleonore von Schulthes-Rechberg heiratete[1]
- Guillaume von Türckheim (* 18. Oktober 1785; † 12. Januar 1831), Oberstleutnant der Kavallerie ⚭ Amelie (* 1800; † 1854), Tochter von Friedrich von Dietrich, Bürgermeister von Straßburg.
- Henri von Türckheim (* 15. Juli 1789; † 28. Februar 1849) ⚭ Louise (* 2. Oktober 1804; † 30. Juni 1858), eine Tochter des Grafen Gustav Eugen Friedrich Christoph von Degenfeld-Schonburg (1764–1807).

Der Großvater Johann von Türckheim (1707–1793), wurde 1782 von Kaiser Joseph II. in Anerkennung seiner Verdienste um das deutsche Reich in den Reichsfreiherrnstand erhoben. Die Großmutter war Maria Magdalene (1720–1793), die Tochter des Kauf- und Handelsherren in Straßburg, Bankiers und Archivars der Stadt Straßburg, Johann Bernhard Henneberg und der Margarete Salome geborene Bischoff.
Sein Vater hatte im Herbst 1792 das Bürgermeisteramt von Friedrich von Dietrich übernommen, doch musste er nach wenigen Monaten vor den Jakobinern flüchten und entging hiermit dem wahrscheinlichen Tod. Seine Ehefrau folgte ihm als Bäuerin gekleidet mit den Kindern, den Ältesten führte sie an der Hand, die kleinste trug sie in Tücher gewickelt. Die Familie floh nach Erlangen und verbrachte dort einige Zeit. Johann Friedrich erlangte seine schulische Ausbildung dort durch den Hauslehrer Franz Heinrich Redslob (1770–1834), sowie später in Straßburg und Paris.
Nach dem Ende der Terrorherrschaft in der Französischen Revolution kehrte die Familie 1795 ins Elsass zurück und sein Vater eröffnete wieder das Straßburger Bankhaus. Dort erhielt Johann Friedrich eine Handels-Ausbildung und arbeitete anschließend eine Zeitlang in Handelshäusern in Bremen und Amsterdam. 1806 trat er in das väterliche Geschäft ein, in dem er eine leitende Stellung erhielt, weil sein Vater von 1809 bis 1810 die Finanzen des Großherzogtums Baden verwaltete.
1810 wurde Johann Friedrich in die Handelskammer Straßburg gewählt und wurde in der Folge anfangs Mitglied des Generalrats des Departments Bas Rhin und später ihr Präsident. Es folgte 1824 seine Wahl zum Deputierten der Abgeordnetenkammer. Dort schloss er sich der „Partei“ der Doktrinären an, einer kleinen Gruppe französischer Royalisten, die eine konstitutionelle Monarchie mit begrenztem Wahlrecht wollten und deren treibende Kraft Pierre-Paul Royer-Collard war. Johann Friedrich war kein Parlamentarier im echten Sinn des Wortes, weil ihm eine rednerische Wirkung aufgrund seiner schwachen Stimme versagt blieb, aber er brachte sich in verschiedenen Kommissionen ein und beschäftigte sich dort mit praktischen Fragen, wie beispielsweise zum Tabakmonopol.
1812 heiratete er die Gräfin Friederike Luise (* 17. Juli 1796; † 19. November 1869), eine weitere Tochter des Grafen Gustav Eugen Friedrich Christoph von Degenfeld-Schonburg und gründete einen eigenen Hausstand auf dem Landgut Thumenau bei Plobsheim. Gemeinsam hatten sie vier Kinder:
- Mathilde von Türckheim (* 11. Mai 1815 in Straßburg; † 6.  August 1847 in Pau, Béarn), verheiratet seit 1834 mit Ferdinand Felix Carl Eckbrecht von Dürckheim-Montmartin (* 1. Juli 1812 in Thürnhofen; † 20. Juni 1891 in Amstetten), ein Sohn des Grafen Karl Friedrich Johann Eckbrecht von Dürckheim-Montmartin (1770–1836);
- Franziska Josephine Auguste von Türckheim (* 21. August 1816 in Straßburg; † 1. November 1903 in Meran), verheiratet mit ihrem Schwager seit 1849;
- Emma Pauline Cécile Elisa von Türckheim (* 27. Juni 1831; † 27. Juni 1831);
- Adolphe von Türckheim.

Auf seinem Landgut pflegte er freundschaftlichen Umgang mit dem Präfekten Adrien de Lezay-Marnésia.
1830 gehörte er zur Gruppe der 221 Deputierten, die im März 1830 der Thronrede Karl X. mit einer Misstrauensadresse antworteten, er nahm auch am Ausbruch der Julirevolution und der weiteren Entwicklung in Paris teil, in deren Folge Ludwig Philipp als König auf den Thron gesetzt wurde. Im September 1830 legte er allerdings sein Deputiertenmandat nieder, da er nach Straßburg als Bürgermeister berufen wurde, dort trat er am 30. September 1830 sein Amt an. Im November 1833 wurde er für Straßburg in den Départementrat gewählt.
Seine Regierungszeit war geprägt von einer sparsamen Verwaltung der Finanzen. Durch Bauprojekte trug er zum allgemeinen gesundheitlichen Wohl bei und beseitigte Not und Elend. Diese veränderten auch das Stadtbild, wie beispielsweise die Kanalisierung des linken Illarmes. Er gründete für Arbeitslose eine Zufluchtsstätte, die aus Mitteln der Stadt und Beiträgen wohlhabender Bürger unterhalten wurde, richtete Armenschulen ein und schuf zur Hebung von Handel und Handwerk eine Industrieschule. Hierbei ging er mit Vorsicht und Bedacht voran und versuchte vom Alten das Gute zu erhalten. Durch diese Handlungsweise erregte er aber auch Anstoß, als er beispielsweise das staatliche Schulgesetz von 1833 mit der Geschlechtertrennung und seinem Überwiegen des Laienelements in der Schulaufsicht nicht sofort in vollem Ausmaß einführte, sondern zunächst die Pfarrschulen der Stadt fortbestehen ließ. Dazu hatte er mit der republikanischen Opposition im Gemeinderat zu kämpfen, die ihn immer wieder bei den oberen Behörden und dem Staatsoberhaupt kritisierten. 1835 legte er sein Amt nieder, weil er sich der Aufgabe nicht mehr gewachsen fühlte.
Er übernahm 1831 in unmittelbarer Nachfolge seines Vaters die Präsidentschaft der Protestantischen Kirche Augsburgischen Bekenntnisses von Elsass und Lothringen. In dieser Aufgabe wurde er durch die Regierung und die Konsistorien der Kirche beschränkt und stieß bei dem Versuch, die Amtsgeschäfte zu zentralisieren, auf vielfache Hindernisse. Er hielt die Fassung der sogenannten Organischen Artikel der Protestanten vom 18. Germinal X für nicht mehr zeitgemäß. Er forderte eine freiere Organisation der Kirche und notwendige Reformen, die sich organisch entwickeln sollten. Dies ging dem Direktorium aber zu langsam und so wurde er in der Öffentlichkeit angegriffen. Hinzu kam seine Auseinandersetzung 1842–1843 mit den Katholiken, in der es um die gemeinsame Nutzung des Kirchenchors in der Simultankirche Saint-Pierre-le-Vieux ging.
In dieser Zeit brach auch sein Bankhaus, dessen Leitung er nicht mehr ausübte, zusammen, so dass er sein Vermögen verlor. Dazu kam noch der Tod seiner ältesten Tochter. Aus gesundheitlichen Gründen hielt er sich 1848 in Cannes auf, als in Paris die Februarrevolution ausbrach, in deren Folge sich ein provisorisches zehnköpfiges Direktorium an die Stelle des protestantischen Direktoriums setzte und die Maßnahme durchführte, die Johann Friedrich zwar für notwendig erachtet, jedoch nicht begonnen hatte, wie beispielsweise die Gründung eines Kirchenrates, die Wahl der Pfarrer und die Wiederherstellung des Generalkonsistoriums. Er nahm noch an den Verhandlungen für ein neues Direktorium teil und wurde zum Ehrenpräsidenten gewählt.
Johann Friedrich von Türckheim verstarb an seinem 70. Geburtstag, dem 10. Dezember 1850. Am selben Tag trat sein Nachfolger Théodore Braun (1805–1887) das Amt des Präsidenten des protestantischen Direktoriums an.

## Ehrungen
In Straßburg wurde die Quai Turckheim nach ihm benannt.

## Werke
- Rede des Hrn. Friedrich von Türckheim, deputirten des Rieder-Rheins, über das Tabakmonopol gehalten in der Sitzung der Deputiertenkammer des 12ten Mai 1824. Straßburg.